# ザントハウゼン
ザントハウゼン (ドイツ語: Sandhausen) はドイツ連邦共和国バーデン＝ヴュルテンベルク州ライン＝ネッカー郡に属す町村（以下、本項では便宜上「町」と記述する）。ハイデルベルクの南約8kmに位置する。

## 地理

### 位置
ザントハウゼンはライン＝ネッカー大都市圏に属し、ハルトヴァルトとクライヒガウの間のオーバーライン地溝帯内の低地に位置する。町内をハルトバッハ川、ライムバッハ川、あるいはその他の小川が流れ、町域の47%近くが森林である。町の南部には自然保護地域に指定されている砂丘、ザントハウゼン砂丘がある。

### 隣接する市町村
北はハイデルベルクのキルヒハイム区、東はライメンのザンクト・イルゲン区、南はヴァルドルフ、南西はライメンの無人の飛び地、西はオフタースハイムと境を接している。

### 自治体の構成
ザントハウゼンは、中核地区の他、南西部のザントホイザー・ホーフ、1928年に合併した北西部のブルーフハウゼンからなる。

## 歴史
ザントハウゼンは、1262年に「Santhusen」として初めて文献に記録されている。名前は町内にある氷期の砂丘に由来している。ローマ帝国時代には既にロッホハイムと呼ばれる入植地がこの町の領域にあった。ザントハウゼンの西に城跡があるが、この城主は自由貴族のブルーフ家であった。後にブルーフ家は領主権を行使するようになった。オットー・フォン・ブルーフザールは1262年にこのレーエンをライン宮中伯ルートヴィヒに委託した。
1351年にプファルツ選帝侯はザントハウゼンの領主権を購入し、この村をキヒハイマー・ツェント、その後オバーアムト・ハイデルベルクに編入した。1462年のマインツ司教領フェーデ、三十年戦争、プファルツ継承戦争では1689年にザントハウゼンは破壊された。フランス革命後、大同盟戦争の成り行きからザントハウゼンはバーデン領となり、1803年の帝国代表者会議主要決議によりこれが確定した。
| 年   | 1727 | 1777 | 1818  | 1852  | 1905  | 1939  | 1961  | 1965  | 1970   | 1991   | 1995   | 2005   | 2010   | 2015   | 2017   | 2019   |
| 人口 | 293  | 620  | 1,075 | 1,693 | 3,556 | 4,820 | 7,871 | 8,925 | 10,207 | 13,331 | 13,702 | 14,274 | 14,542 | 14,902 | 15,024 | 15,175 |

## 行政

### 議会
ザントハウゼンの議会は22人の議員で構成されている。

### 首長
- 1954年 - 1981年: ヴァルター・ラインハルト
- 1981年 - 2005年: エーリヒ・ベルチュ
- 2005年 - : ゲオルク・クレッティ (CDU)

### 紋章
図柄: 左右二分割。向かって左は青と白の菱形格子で、これは旧領主のプファルツ選帝侯の紋章に由来する。向かって右は銀地に3本の広葉樹で、森の多いザントハウゼンのシンボルである。この紋章は1698年の印象に由来し、1900年にバーデンのゲネラルランデスアルヒーフの認可を得た。旗は、白 - 青である。

### 友好都市
- レージュ・キャップ・フェレ（フランス、ジロンド県）1980年
- ケーニヒスヴァルタ（ドイツ、ザクセン州）2000年

## 文化と見所

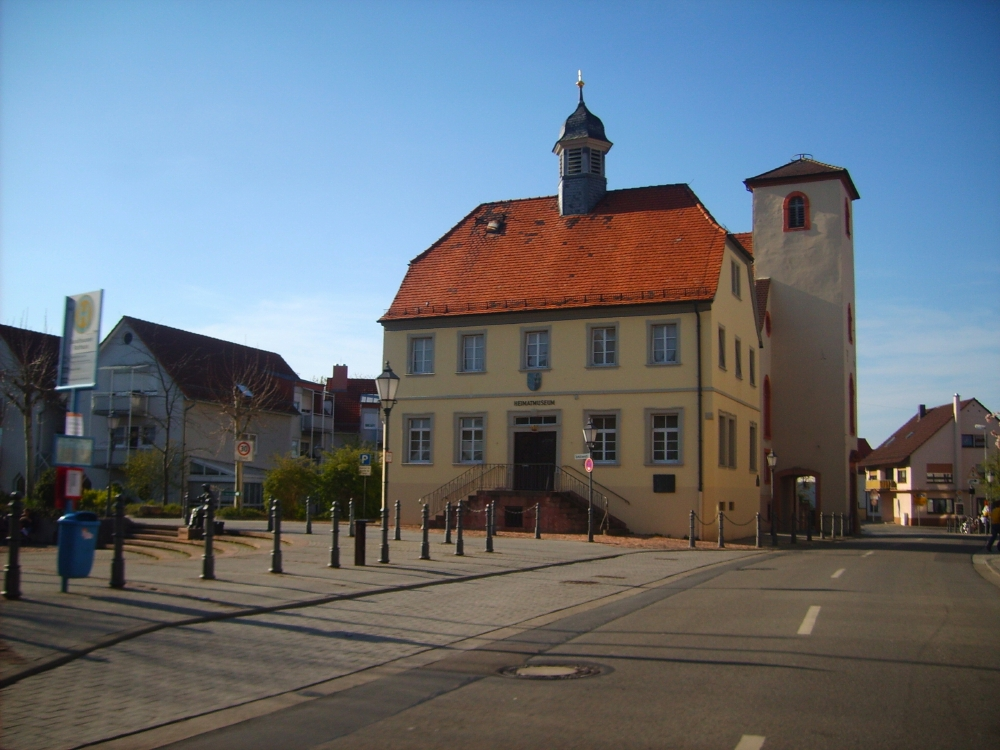
旧町役場

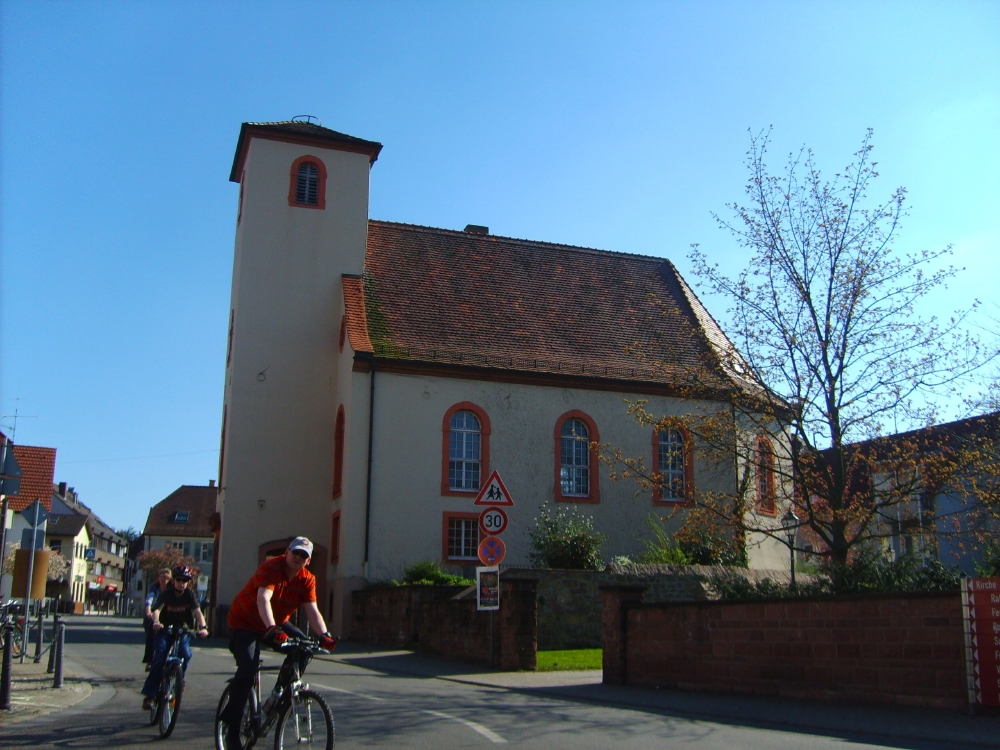
旧シナゴーグ

### スポーツ
サッカークラブ SVザントハウゼンは、2008年/2009年のシーズンは3部リーグでプレイしている。

### 建築
町の中心に、レージュ・キャップ・フェレ広場があり、1909年に建設されたユーゲントシュティール様式の学校が建っている。旧町役場は1742年から郷土博物館として使われている。
旧シナゴーグは、1757年に改革派教会の教会堂として建設された。この宗派が衰退した後ユダヤ教会が購入し、シナゴーグとして利用した。1875年にユダヤ教徒の多くが移住したことなどで解散した後、この建物は現在文化的な催しに利用されている。
プロテスタントのキリスト教会は、ザントハウゼンの一番高い場所に建てられた1866年に完成した建物である。
カトリックの聖バルトロマイ教会の長堂は1767年の建築。翼廊と鐘楼は1896年の拡張時に増築された。カトリックの主教会である三位一体教会は、1968年に近代的な様式で建設された。

## 経済と社会資本

### 経済
昔は、ザントハウゼンはホップ栽培の町であった。現在では展示用の農場施設が一つあるだけで、毎年ここで採れたホップを用い、プランクシュタットのヴェルデ・ブロイがザントハウゼン・スペシャル・ビールを造っている。もう一つの重要な作物はタバコである。現在栽培されているのは、ブルーフハウゼンの外れにあるタバコ工場で用いるものである。
ザントハウゼン住民のほぼ89%がこの町の外にある職場で働いており、毎日通勤している。

### 交通
ザントハウゼンの西を連邦アウトバーンA5号線、東側をA3号線が走っている。ザンクト・イルゲンには、ラインネッカーSバーンのザンクト・イルゲン/ザントハウゼン駅がある。ハイデルベルク、ライメン、ヴァルドルフへのバス路線もある。ザントハウゼンはライン＝ネッカー交通連盟のサービス提供エリアに含まれている。

### 学校
通常の基礎課程学校、本課程学校、実業中学校の他に、フリードリヒ・エーバート・ギムナジウム、ペスタロッツィ養護学校、音楽学校「ジュートリヘ・ベルクシュトラーセ」がある。

### メディア
日刊紙としては、Rhein-Neckar-Zeitungがある。この他に地方紙のRheinNeckarWebやWochen-Kurierがある。

## 人物

### 出身者
- マルクス・フリードリヒ・ヴェンデリン（1584年 - 1652年） 改革派の神学者、教育者
- エドムント・カウフマン（1893年 - 1953年）政治家

## 引用
1. ↑  Statistisches Landesamt Baden-Württemberg – Bevölkerung nach Nationalität und Geschlecht am 31. Dezember 2023 (CSV-Datei)
2. ↑  Herwig John, Gabriele Wüst: Wappenbuch Rhein-Neckar-Kreis. Ubstadt-Weiher 1996, ISBN 3-929366-27-4, S. 100
3. ↑  バーデン＝ヴュルテンベルク州統計局 2006年6月30日現在